# Live Hits
Live Hits è il primo DVD pubblicato dalla cantautrice britannica Melanie C. Registrato nel tardo agosto 2006, contiene una serie di esibizioni live di parecchi brani contenuti nei primi tre album della cantante.
Il Dvd contiene anche interviste, foto del backstage, gallerie fotografiche e molte versioni alternative delle tracce.
Il Dvd ha venduto circa 100 000 copie in tutto il mondo.

## Tracce
Acoustic Set:
1. Beautiful Intentions
2. Be the One
3. If That Were Me
4. Here It Comes Again
5. Why
6. Better Alone
7. Here & Now
8. Reason

Electric Set:
1. Beautiful Intentions
2. Yeh Yeh Yeh
3. Home
4. Northern Star
5. Never Be the Same Again
6. When You're Gone
7. Goin' Down
8. Next Best Superstar
9. You'll Get Yours
10. First Day of My Life
11. I Turn to You

### Classifiche
| Classifica  | Posizione |
| ----------- | --------- |
| Regno Unito | 10        |
| Portogallo  | 19        |